# Hathor
Hathor var en egyptisk gudinde. Hun var en af Egyptens vigtigste guder og var gud for kærlighed og livets regeneration. Hun er ofte afbildet med 2 horn og en solskive mellem sine horn.

## Relation til andre guder
Fordi Hathor har været populær i den egyptisk mytologi i så lang tid, er hendes relationer til andre guder en smule forvirrende. Hun er til tider guden Ras mor, kone, søster eller datter, samt Ras øje eller hånd. I andre myter er hun kone eller mor til Horus. Når Hathor omtales Ras øje, er hun hans datter, og når hun omtales som hans hånd, er hun hans kone. Når Hathor omtales som Horus' kone, optræder hun i rollens som gudinden Isis, og i myten om den himmelske ko optræder hun i rollen som gudinden Sekhmet. Hun er mor til en lang række af guder, heriblandt Shu og Tefnut. Hathor er ofte forbundet med og deler egenskaber med andre guder, primært gudinderne Isis, Sekhmet og Bast.
Hathor har i flere tilfælde assimileret andre guder mindre guder, som f.eks. Bat en mindre ko gudinde fra ca. 2900 fvt.  Og Sekhat-Hor ligeledes en ko gudinde fra 712-332 fvt.

## Rolle i egyptisk religion
Hathor er en af Egyptens ældste, vigtigste og mest populære guder. Hendes tilbedelse stammer fra før historisk tid, som for egypters tilfælde er ca. 5000 fvt.  Hathor er gudinde for bl.a. kærlighed, herunder den moderlige og den erotiske. Hun er også gudinde for livsglæde, dans, musik og beruselse. De dødes beskytter og gravpladsens gudinde. Hun er himmelgudinde, frugtbarhedsgudinde og døds gudinde. Hun er symbolet på den stærke kvindelige seksualitet. Hun blev opfattet som en universel modergudinde. 
Hathor var også en populær gudinde i nogle af Egyptens nabolande, hovedsageligt Sinai og Kana'an.

## Navn
Hathor betyder "Horuss hus" i betydningen "hans fødselssted".. Grækerne og romerne som indtog Egypten tog begge Hathor til sig i overbevisning om hun var deres egne gudinder. Grækerne identificerede Hathor med Afrodite og romerne hende med Venus.
- Fra de dødes bog (Hathor yderst til højre)
- Hathors navn Fra Hatshepsuts tempel
- Statuer af Hathor (København Glyptoteket)
- Hathor i afbildet som ko (Cairo Museum)
- Gudinden Hathor på forsiden af Cairo Museum